# Bussard (Schiff, 1942)
Die Bussard (Kennung: SP 21) war das zweite von drei für die deutsche Luftwaffe gebauten Schleuderschiffen. Sie folgte auf die 1938 vom Stapel gelaufene Sperber (SP 11) und wurde gefolgt von ihrem im November 1942 in Dienst gestellten Schwesterschiff Falke (SP 22).

## Bau und Technische Daten
Die Bussard lief 1940 bei der F.-Schichau-Werft in Pillau mit der Baunummer 1500 vom Stapel und wurde am 1. Mai 1942 in Dienst gestellt. Sie war 98,3 m lang und 14,0 m breit, hatte 2,33 m Tiefgang, und verdrängte 2.040 Tonnen (Standard). Damit war sie fast doppelt so groß wie die Sperber. Zwei 8-Zylinder-4-Takt-Dieselmaschinen der Firma KHD gaben ihr 1800 PS; mit ihren zwei Voith-Schneider-Propellern erreichte sie eine Höchstgeschwindigkeit von 12 Knoten. Der Aktionsradius, bei einem Gesamtbunkervorrat von 230 Tonnen Dieselöl, betrug 2900 Seemeilen bei 12 Knoten Marschgeschwindigkeit bzw. 4400 Seemeilen bei 10 Knoten. Das Schiff hatte ein langes, flaches Oberdeck mit einem 20-Tonnen-Heinkel-Katapult für Do-18-, Do-24- und BV-138-Flugboote und einem 20-Tonnen-Kran der Firma Kampnagel und war zunächst mit drei, ab Januar 1944 mit fünf 2,0-cm-Fla-Geschützen bewaffnet. Das Schiff konnte bis zu 120 Tonnen Flugbenzin bunkern. Die Besatzung bestand aus drei Offizieren und 51 Mann.
Die Startschleuder konnte Flugzeuge mit einem Startgewicht von bis zu 20 Tonnen katapultieren und diese innerhalb von 2,5 Sekunden mit bis zu 4 g beschleunigen, sodass sie am Ende des Katapultvorganges eine Geschwindigkeit von 180 km/h erreichten. Das Schiff konnte gleichzeitig bis zu drei Flugzeuge der Typen Do 18, Do 24 oder BV 138 aufnehmen.

## Geschichte
Die Bussard wurde am 1. Mai 1942 in Dienst gestellt und sofort nach Aalborg in Dänemark kommandiert. Später wurde sie an die Nordküste von Norwegen verlegt, wo ihre Flugboote die Konvois der Alliierten nach Murmansk aufzuspüren versuchten. Über die Jahreswende 1943/44 wurde das Schiff überholt, wobei u. a. die Fla-Bewaffnung um zwei zusätzliche 20-mm-Geschütze verstärkt wurde. Ab Mai 1944 war die Bussard in Trondheim und dann ab September 1944 in Tromsø stationiert, wo sie verschiedenen Seeaufklärergruppen und Küstenfliegergruppen als Katapultschiff und Tender diente und bei Kriegsende in britische Hände kam.
Das Schiff wurde am 22. Februar 1946 in Kristiansand (Norwegen) von der US Navy als Kriegsbeute übernommen. 1947 wurde es an die belgische Firma Heygen in Gent verkauft, die es in Ahoy umbenannte. Im Sommer 1950 wurde es von der niederländischen Firma Boele & Osterwijk N.V. in Rotterdam gekauft und bei N.V. Scheepswerven der Fa. Schram & Zn. in Papendrecht zum Saugschwimmbagger umgebaut. Das weitere Schicksal ist nicht bekannt.